# Candin Suciu
Candin Suciu (n. 1 ianuarie 1872, Măgina, județul Alba – d. 1958, Măgina, județul Alba) a fost un deputat în Marea Adunare Națională de la Alba Iulia, organismul legislativ reprezentativ al „tuturor românilor din Transilvania, Banat și Țara Ungurească”, cel care a adoptat hotărârea privind Unirea Transilvaniei cu România, la 1 decembrie 1918.:p. 69-70

## Biografie
Candin Suciu s-a născut la 30 ianuarie 1872 în satul Măgina. A urmat cursurile ciclului primar în satul natal, iar cursurile liceale la Aiud și Blaj, finalizându-și studiile la Sibiu, unde a frecventat cursurile Facultății de Teologie.:p. 69-70
A fost numit preot la Măgina, afirmându-se în scurt timp ca un cărturar valoros. A fost prețuit de principalii scriitori și poeți români ardeleni de la începutul veacului XX, cu o parte având și relații de prietenie. A participat activ la acțiunile naționale prilejuite de procesul Memorandumului din mai 1894. Din cauza atitudinii sale politico-naționale, în perioada primului război mondial a fost internat la Csava (în apropiere de Sopron, Ungaria), până în toamna anului 1918:p. 277-278.
A fost unul din delegații titulari ai cercului electoral Aiud, pentru Marea Adunare Națională de la Alba Iulia. După Marea Unire a continuat să desfășoare o valoroasă activitate patriotică românească, ca preot ortodox în satul său, Măgina. Constatând lipsa cadrelor didactice, după împlinirea idealului național, a funcționat ca învățător, administrând în același timp și parohia ortodoxă din orașul Aiud, nou înființată:p. 277-278.
Pentru îmbunătățirea situației economice a satului Măgina, s-a străduit și a reușit să obțină în stăpânirea satului cca. 400 ha, pădure comunală, câștigată cu greu, printr-un proces lung, cu colegiul Bethlen Gabor din Aiud, proces care a ajuns până la Curtea de Casație din București. A încetat din viață la vârsta de 86 ani, în satul Măgina, la data de 10 septembrie 1958. A fost înmormântat la Măgina.:p. 277-278

## Activitatea politică

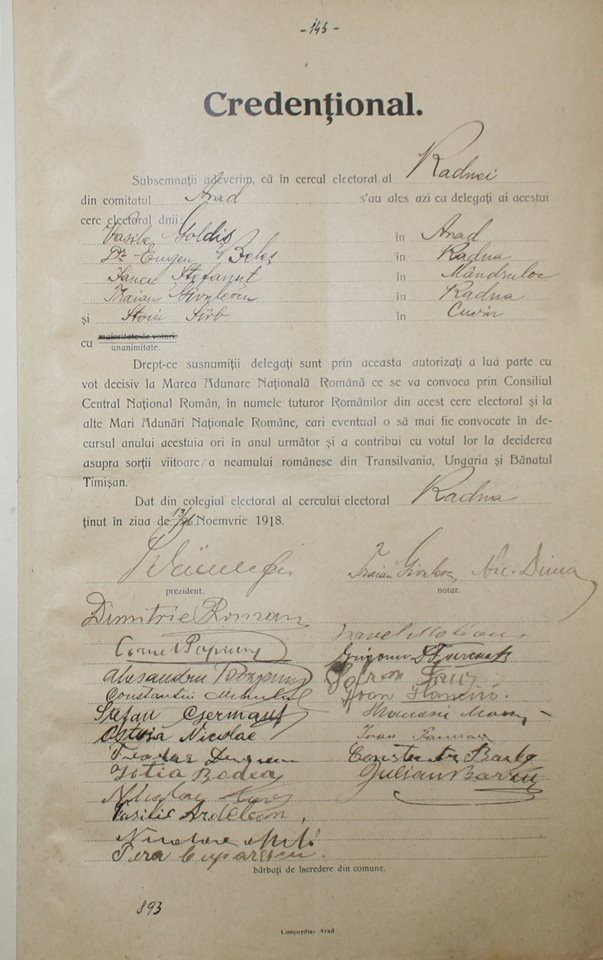
Credențional

A participat ca deputat în Adunarea Națională din 1 decembrie 1918, fiind trimis ca delegat titular de comuna Măgina .:p. 69-70:p. 177-278